# شرکت محصولات غذایی ویتا در مقابل شرکت حمل و نقل یونوس با مسئولیت محدود
شرکت محصولات غذایی ویتا در مقابل شرکت حمل و نقل یونوس با مسئولیت محدود همچنین تحت عنوان [۱۹۳۹] یو کی پی سی ۷,  یک تصمیم پیشرو کمیته قضایی شورای خصوصی در خصوص تضاد قوانین است. این مرحله بر این محمول است که شرط انتخاب واضح قانون در یک قرارداد باید تا زمانی رعایت گردد که توافق با حسن نیت همراه باشد و بر ضد سیاست عمومی نباشد. این مرحله در زمینه حقوق قراردادها شایسته است، چون توانایی دو سو را برای انتخاب حوزه قضایی جهت تماس‌های آنان بسیار توسعه داد.

## اهمیت
بسیاری از روش های حمل و نقل بین المللی بر این فرض پابرجا است که انتخاب قانون از جانب دوسو عالی می باشد، و دایس و موریس دیده اند که "به نظر می رسد هیچ مورد اعلام شده ای موجود نمی باشد که در آن دادگاه انگلیسی از اجرای یک انتخاب صریح امتناع نماید. از طرف دوسو فقط به این علت که نظایر حقایق پرونده هیچ رابطه ای در میان قرارداد و قانون منصوب شده آشکار نمی کند».